# Floscularia ringens
Floscularia ringens is een raderdiertjessoort uit de familie Flosculariidae. De wetenschappelijke naam van deze soort is voor het eerst geldig gepubliceerd in 1758 door Linnæus.